# Fagin
Pour les articles homonymes, voir Théorème de Fagin.
Fagin est un personnage de l'œuvre de Charles Dickens, Oliver Twist. Il est le chef d'un groupe d'enfants auxquels il apprend à se livrer au vol à la tire et à d'autres activités répréhensibles. Le vieux Fagin voudra faire marcher Oliver sur les brisées de Jack Dawkins, le Renard. 

## Adaptations et reprises du personnage

### Cinéma
Le personnage de Fagin a été interprété par Alec Guinness dans la version cinématographique de Oliver Twist par David Lean en (1948) et par Ben Kingsley dans l'adaptation de Roman Polanski en 2005.

### Bande dessinée
Le créateur de bande dessinée Will Eisner, gêné par le portrait que Charles Dickens fait du « juif Fagin », a publié un album justement intitulé Fagin le Juif et consacré à réhabiliter Moses Fagin, personnage complexe lui-même malmené par la vie. Il revisite dans cet album l'œuvre de Charles Dickens.
Selon Eisner, à travers l'Histoire, certains personnages de fiction ont acquis par leur popularité l'illusion de la réalité. En règle générale, ils ont pris valeur des stéréotypes durables qui ont influencé le regard de la société. Expliquant avoir toujours été gêné par ce personnage, notamment parce que juif lui-même, Eisner entreprend de raconter Oliver Twist du point de vue de Fagin, replongeant le lecteur dans le contexte de l'époque, expliquant de manière assez pédagogique ce qu'était la vie d'un Juif pauvre à Londres au XIXe siècle et proposant de manière crédible et compatissante ce qu'avait pu être la jeunesse de Fagin et ce qui avait pu mener ce personnage complexe à la pendaison.

## Documentaire
Les tribulations d'un brigand réalisé en 2012, revient sur la vie d'Ikey Solomon, qui aurait inspiré à Dickens le personnage de Fagin et plonge dans le système judiciaire britannique au XIXe siècle.